# Маутнер, Фриц
Фриц Ма́утнер (нем. Fritz Mauthner; 22 ноября 1849, Горжице, Богемия, Австрийская империя, ныне Горжице, Чехия — 29 июня 1923, Мерсбург) — австрийский и немецкий журналист, писатель, философ.

## Биография
Из зажиточной еврейской семьи, в которой был четвёртым из шести детей. Шестилетним переехал с семейством в Прагу, где окончил школу и юридический факультет университета. Испытал влияние философии Эрнста Маха, чьи лекции по физике слушал в университете. С 1873 занимался адвокатурой. Начал писать и публиковаться в пражской немецкоязычной прессе, его драма Анна была поставлена Немецким королевским театром. Принадлежал к кругу немецкоязычных еврейских литераторов Праги как одного из культурных очагов Австро-Венгерской империи и одной из лабораторий европейского модерна (позднее такими были Кафка, Макс Брод и др.).
В 1876 перебрался в Берлин, работал в газете Берлинер Тагеблатт. Женился на немецко-еврейской пианистке Женни Эренберг, у них родилась дочь. Публиковал пародии на современных модных авторов, пользовавшиеся большим успехом. В 1880 вместе с Гауптманом, Максом Хальбе, Отто Брамом и др. участвовал в создании Общества вольнодумцев. В 1882 появился его дебютный роман Новый Агасфер. В 1889 возглавил журнал Германия. В 1896 потерял жену, в 1898 был вынужден на время прервать интенсивную научную и писательскую работу из-за угрозы потерять зрение. В 1905 переселился во Фрайбург, познакомился с Бубером, основал Кантовское общество. С 1909 со второй женой жил в Мерсбурге, в 1915 получил звание почётного гражданина. Умер, работая над книгой Три образа мира, которая была опубликована уже посмертно (1925).

## Творчество
Кроме новелл и романов, включая исторические (Ксантиппа, 1884; Гипатия, 1892, и др.), сатирических сочинений и философских работ (в том числе, «Философского словаря», 1910—1911, переизд. 1923—1924, 1980, 1997; «Атеизма и его истории в западном мире», 4 тт., 1920—1923, монографий о Спинозе, 1906 и  Шопенгауэре, 1911), оставил несколько автобиографических сочинений. Переводил прозу Эдмона Гонкура.

## Известность и влияние
Наиболее известен трудами по философии языка («Введение в критику языка», 3 тт., 1901—1902), отражающими воздействие Ницше и оказавшими влияние на Витгенштейна и Густава Ландауэра. Эти идеи Маутнера нашли отклик у Шницлера и Гофмансталя (влияние Маутнера прослеживается в его известной новелле Письмо лорда Чандоса), Джойса, Борхеса и Беккета.